# Thüringer Skæghøns

Thüringer Skæghøns(også kaldet Thyringer Skæghøns) er en gammel hønserace, der stammer fra Thüringen,Tyskland. Man mener at de særprægede hagefjer, der kaldes for skægget, giver en beskyttende virkning mod vind og kulde. Racerne Houdan, Paduaner, Tjekkiske Landhøns og Thüringer landhøns er blevet brugt i skabelsen af racen.
Hanen vejer 2-2,5 kg og hønen vejer 1,5-2 kg. De lægger hvide æg à 53-58 gram. Racen findes også i dværgform.

## Farvevariationer
- Sort
- Guld sortplettet
- Sølv sortplettet
- Chamois hvidplettet